# Gelasma albifusa
Gelasma albifusa är en fjärilsart som beskrevs av W. Warren 1896. Gelasma albifusa ingår i släktet Gelasma och familjen mätare. Inga underarter finns listade i Catalogue of Life.